# アケル・ソリューションズ

旧社名・Aker Kværner時代のロゴ

アーケル・ソリューションズ（Aker Solutions ASA、OSE: AKSO） は、ノルウェー・オスロに本拠を置く大手エンジニアリング会社。造船、LNGプラント建設、油田プラントの建設など、世界中で事業展開している。
オスロ証券取引所に上場しており、OBX指数採用銘柄の一つとなっている。
2008年4月3日にアーケル・クバーナー （Aker Kværner） から改名した。
アーケルASAは元造船会社で、1841年に「Akers Mekaniske Verksted」としてノルウェーの首都オスロで設立された。アーケルの元造船所は現在「アーケル・ブリッゲ」（アーケル港）という名称で観光スポットとして知られている。

## 主要株主
ノルウェーのアーケルがAker Holdingの株式60%を保有しており、Aker Holdingが同社の株式の40.27%を保有している。